# Moses Sithole
Moses Sithole (* 17. September 1964 in Vosloorus) ist ein südafrikanischer Serienmörder, der die „ABC-Morde“ beging. Der Name ABC-Morde entstand dadurch, dass die Morde in Atteridgeville begannen, sich dann in Boksburg fortsetzten und schließlich in Cleveland, einem Vorort von Johannesburg, zum Ende kamen. 

## Kindheit und Jugend
Moses Sithole wurde als viertes Kind von Sophie und Simon Sithole am 17. September 1964 in Vosloorus geboren. Eigenen Angaben zufolge wurde er während seiner Kindheit von seiner Mutter und seiner Stiefschwester missbraucht. Nach dem Tod von Sitholes Vater brach die Familie auseinander und Sophie Sithole brachte ihre Kinder in Waisenhäusern unter. Seine Zeit im Waisenhaus beschrieb Moses so: „Die Behandlung war schlecht, sehr schlecht. Du musstest stark sein, um zu überleben.“ Mit acht Jahren floh er aus dem Waisenhaus und ging zurück zu seiner Mutter. Sie aber wollte ihn nicht wieder aufnehmen und schickte ihn zurück. Drei Jahre später kam er in ein neues Heim in Natal, aus dem er wieder floh. Per Anhalter reiste er 300 Kilometer zurück in seine Heimat und kam bei seinem Bruder Patrick unter. Er verrichtete kleinere Arbeiten und begann mit Box-Training.
Sithole war bei den Frauen aufgrund seines Charmes recht beliebt. Allerdings konnte er auch schnell wütend und gewalttätig werden, vor allem, wenn er von Frauen sexuell zurückgewiesen wurde.

## Vergewaltigungen
1987 vergewaltigte er die Schwester seiner Freundin. Aus Angst, er könnte sie töten, erstattete sie keine Anzeige bei der Polizei. Seinem dritten Vergewaltigungsopfer drohte er, sie mit Benzin zu übergießen und anzuzünden, wenn sie nicht mache, was er sage. Er missbrauchte sie und drohte, sie zu töten, wenn sie zur Polizei ginge. Es folgten weitere Übergriffe. Seine Opfer waren allesamt schwarze Frauen, die in die Stadt kamen, um Arbeit zu finden. 
Im Februar 1989 traf Sithole Doris Swakamisa. Er gab ihr die Aussicht auf eine gut bezahlte Arbeitsstelle und lockte sie damit aus der Stadt. Er bedrohte sie mit einem Messer, fesselte ihre Hände mit ihrer Unterwäsche und vergewaltigte sie. Einen Monat später erkannte sie ihren Peiniger in Johannesburg wieder und rief die Polizei, die ihn verhaftete. 
Für die Vergewaltigungen wurde er zu sieben Jahren Gefängnis verurteilt. Im Gefängnis wurde er von Mitgefangenen mehrfach angegriffen. Während der Besuchszeiten lernte er seine zukünftige Frau Martha, die Schwester eines Mithäftlings, kennen. Im November 1993 wurde er wegen guter Führung entlassen und zog mit Martha zusammen. Gemeinsam mit ihrem Bruder arbeitete Sithole als Mechaniker.

## Die Morde
Moses beendete seine Arbeit als Mechaniker. Jeden Morgen verließ er das Haus und gab vor, nach Arbeit zu suchen, weswegen er auch immer gut gekleidet war. Mit dabei hatte er außerdem eine Zeitung, in die ein Messer eingerollt war. Er war wieder auf der Suche nach schwarzen Frauen vom Lande, die in der Stadt Arbeit suchten. Im Juli 1994 traf er die 19-jährige Mary in Pretoria und schmeichelte ihr und ihrer Familie. Nachdem er ihr Vertrauen gewonnen hatte, lockte er sie mit dem Versprechen auf eine Arbeitsstelle aus der Stadt und strangulierte sie. Bis zum Juli 1995 folgten 18 weitere Morde nach dem gleichen Modus Operandi. 
Im August 1995 traf er Tryphina Makutsi. Die alleinerziehende Mutter arbeitete in einer Wäscherei und war die alleinige Ernährerin ihrer Familie. Moses versprach ihr eine Anstellung mit einem hohen Gehalt. Einige Tage später trafen sich die beiden an einer Bahnstation, um zusammen zu ihrer neuen Arbeit zu fahren. In einem Feld außerhalb von Johannesburg tötete er sie. Tryphinas Körper wurde einen Monat später von einer Gruppe Jäger entdeckt. Während der Untersuchung des Fundortes wurden noch zehn weitere Leichen geborgen. Mordermittler befragten die Arbeitskollegen und Familienangehörigen von Tryphina, welche aussagten, sie hätte sich mit einem Mann namens Moses Sithole getroffen. Durch die Fotos von seiner ersten Verhaftung konnte Sithole schließlich identifiziert werden.

## Verhaftung und Urteil
Ab dem 2. Oktober rief Sithole regelmäßig die Zeitung The Star an und bekannte sich zu noch unbekannten Mordfällen. Moses kontaktierte ebenso seinen Bruder Maxwell und fragte ihn, ob er eine Schusswaffe organisieren könne. Maxwell sagte ihm zu und wollte sich mit ihm bei seiner Arbeitsstelle treffen. Danach informierte er die Polizei. Polizisten in Zivil umstellten den Treffpunkt, um Sithole zu verhaften. Aber er erkannte die Falle und flüchtete zu Fuß. Während der Verfolgung und einem Kampf wurde Sithole zweimal angeschossen. Die Polizisten trafen ihn im Bein und im Unterleib. 
Am 21. Oktober 1997 wurde Moses Sithole wegen 38 Morden, 40 Vergewaltigungen und 6 Raubüberfällen angeklagt und am 5. Dezember 1997 zu 2.410 Jahren Gefängnis verurteilt. Es ist die bislang höchste Strafe, die je von einem südafrikanischen Gericht gegen einen einzelnen Angeklagten verhängt wurde.